# Pavlina Nola
Pavlina Nola, geboren Pavlina Stoyanova (Varna, 14 juli 1974), is een voormalig tennisspeelster uit Bulgarije. Stoyanova begon met tennis toen zij acht jaar oud was. Zij speelt rechtshandig en heeft een tweehandige backhand.
Eind 1999 trad zij in het huwelijk met Grant Nola en verhuisde naar Nieuw-Zeeland. Daarna nam zij aan toernooien deel onder de naam Pavlina Nola. Nola bleef nog Bulgaarse tot en met Roland Garros 2001; sinds het WTA-toernooi van Rosmalen 2001 heeft zij de Nieuw-Zeelandse nationaliteit. Zij was actief in het proftennis van 1995 tot en met 2002.
Stoyanova vertegenwoordigde Bulgarije bij de Fed Cup in de periode 1995–1999. Nola was captain van het Nieuw-Zeeland Fed Cup-team van 2004 tot en met 2006. In 2010 was zij voor de Campbells Bay Tennis Club in haar woonplaats Auckland captain van het vrouwenteam dat meedeed aan de Chelsea Cup, een tenniscompetitie aan de noordkust van Nieuw-Zeeland. In het seizoen 2011/2012 vereerde deze Chelsea Cup Nola met de Gordon Masters Memorial Trophy. In 2012 was zij tenniscommentator voor het Nieuw-Zeelandse tv-station Sky.

## Loopbaan

### Enkelspel
Stoyanova debuteerde in 1993 op het ITF-toernooi van Boergas (Bulgarije). Zij stond in 1994 voor het eerst in een finale, op het ITF-toernooi van Boergas – hier veroverde zij haar eerste titel, door de Nederlandse Henriëtte van Aalderen te verslaan. In totaal won zij zeven ITF-titels, de laatste in 1998 in Indian Wells (VS).
In 1998 speelde Stoyanova voor het eerst op een WTA-hoofdtoernooi, op het toernooi van Bogota. Zij stond in 2000 voor de enige keer in een WTA-finale, op het toernooi van Palermo – zij verloor van de Slowaakse Henrieta Nagyová. Zij veroverde geen WTA-titel in het enkelspel.
Haar beste resultaat op de grandslamtoernooien is het bereiken van de tweede ronde, op de US Open. Haar hoogste notering op de WTA-ranglijst is de 68e plaats, die zij bereikte in mei 2001.

### Dubbelspel
Stoyanova was in het dubbelspel minder actief dan in het enkelspel. Zij debuteerde in 1994 op het ITF-toernooi van Ratzeburg (Duitsland) samen met landgenote Galia Angelova. Zij stond in 1995 voor het eerst in een finale, op het ITF-toernooi van Horb (Duitsland), samen met de Russin Anna Linkova – zij verloren van het Tsjechische duo Ivana Havrliková en Monika Kratochvílová. In 1995 veroverde Stoyanova haar eerste titel, op het ITF-toernooi van Bad Nauheim (Duitsland), samen met de Duitse Renata Kochta, door het Tsjechische duo Dominika Górecka en Petra Plačková te verslaan. In totaal won zij acht ITF-titels, de laatste in 1998 in Indian Wells (VS), samen met de Amerikaanse Lindsay Lee.
In 1997 speelde Stoyanova voor het eerst op een WTA-hoofdtoernooi, op het toernooi van Pattaya, samen met de Russin Jevgenia Koelikovskaja. Zij bereikte in 1998 een WTA-finale, op het toernooi van Palermo, samen met de Duitse Elena Pampoulova – hier veroverde zij haar enige WTA-titel, door het koppel Barbara Schett en Patty Schnyder te verslaan.
Haar beste resultaat op de grandslamtoernooien is het bereiken van de tweede ronde, op de Australian Open 1998. Haar hoogste notering op de WTA-ranglijst is de 87e plaats, die zij bereikte in augustus 1998.

## Posities op deWTA-ranglijst
Positie per einde seizoen:
| jaartal | ranking enkelspel | ranking dubbelspel |
| ------- | ----------------- | ------------------ |
| 2002    | 320               | –                  |
| 2001    | 134               | 365                |
| 2000    | 82                | 252                |
| 1999    | 118               | 221                |
| 1998    | 93                | 93                 |
| 1997    | 119               | 139                |
| 1996    | 285               | 442                |
| 1995    | 367               | 241                |
| 1994    | 509               | 599                |

## Palmares
| Legenda                |
| ---------------------- |
| Grandslamtoernooi      |
| Olympische Spelen      |
| Year-End Championships |
| Tier I                 |
| Tier II                |
| Tier III               |
| Tier IV & V            |

### WTA-finaleplaatsen enkelspel
| nr.              | finaledatum | toernooi    | ondergrond | tegenstandster   | score    |         |
| ---------------- | ----------- | ----------- | ---------- | ---------------- | -------- | ------- |
| Gewonnen finales |             |             |            |                  |          |         |
| Geen.            |             |             |            |                  |          |         |
| Verloren finales |             |             |            |                  |          |         |
| 1.               | 2000-07-16  | WTA Palermo | gravel     | Henrieta Nagyová | 3-6, 5-7 | details |

### WTA-finaleplaatsen dubbelspel
| nr.                                | finaledatum | toernooi    | ondergrond | partner          | tegenstandsters               | score    |
| ---------------------------------- | ----------- | ----------- | ---------- | ---------------- | ----------------------------- | -------- |
| Gewonnen finales vrouwendubbelspel |             |             |            |                  |                               |          |
| 1.                                 | 1998-07-19  | WTA Palermo | gravel     | Elena Pampoulova | Barbara Schett Patty Schnyder | 6-4, 6-2 |
| Verloren finales                   |             |             |            |                  |                               |          |
| Geen.                              |             |             |            |                  |                               |          |

## Prestatietabel grandslamtoernooien
| Legenda | Legenda                          |
| ------- | -------------------------------- |
| g.t.    | geen toernooi gehouden           |
| l.c.    | lagere categorie                 |
| –       | niet deelgenomen                 |
| G       | uitgeschakeld in de groepsfase   |
| 1R      | uitgeschakeld in de eerste ronde |
| 2R      | uitgeschakeld in de tweede ronde |
| 3R      | uitgeschakeld in de derde ronde  |
| 4R      | uitgeschakeld in de vierde ronde |
| KF      | uitgeschakeld in de kwartfinale  |
| HF      | uitgeschakeld in de halve finale |
| F       | de finale verloren               |
| W       | het toernooi gewonnen            |
| w-v     | winst/verlies-balans             |

### Enkelspel
| Toernooi        | 1997 | 1998 | 1999 | 2000 | 2001 | 2002 |
| --------------- | ---- | ---- | ---- | ---- | ---- | ---- |
| Australian Open | –    | –    | 1R   | 1R   | 1R   | 1R   |
| Roland Garros   | –    | 1R   | 1R   | 1R   | 1R   | –    |
| Wimbledon       | –    | 1R   | 1R   | –    | 1R   | –    |
| US Open         | 1R   | 2R   | 1R   | 2R   | 1R   | –    |

### Vrouwendubbelspel
| Toernooi        | 1997 | 1998 | 1999 |
| --------------- | ---- | ---- | ---- |
| Australian Open | –    | 2R   | 1R   |
| Roland Garros   | –    | 1R   | 1R   |
| Wimbledon       | –    | 1R   | 1R   |
| US Open         | 1R   | 1R   | –    |